# Andreas Helgstrand
Lars Andreas Helgstrand (født 2. oktober 1977) er en dansk rytter og berider.
Helgstrand red på Blue Hors Don Schufro. Han har med Blue Horse Matiné vundet både sølv og bronze ved VM, hvor hans sølv-vinderridt er blevet vist mere end 19 millioner gange på YouTube.
I marts 2009 udkom bogen Ridderen af den hvide hest – historien om Andreas Helgstrand skrevet af Per Høst Madsen. Bogen beretter historien om Andreas Helgstrand og hans makker ved VM, hoppen Blue Hors Matiné.
Han har vundet DM for dressur fire gange, på fire forskellige heste. I 2008 startede Andreas Helgstrand sit eget salgs- og træningscenter, Helgstrand Dressage. 
I 2009 var Helgstrand til VM i Verden med to heste: Hønnerups Driver og UNO Donna Unique, begge fem år. På Driver vandt han suverænt med topkarakteren 10 i trav, og parret sluttede med 9,46 point. På Unique blev han toer med 9,12 point.
Helgstrand Dressage er i dag en af verdens største salgsstalde og huser omkring 250 dressurheste. Parallelt med salgsstalden drives en hingstestation i Danmark og Tyskland, og i december 2017 åbnede Helgstrand også en salgsstald i ridesportens vintermekka, Wellington i Florida.
I 2018 blev virksomheden værdisat til 800 mio. kr, inden kapitalfonden Waterland købte 51% af Helgstrand Dressage.
Helgstrand er stadig selv en aktiv dressurrytter. I 2015 vandt han sølv med hoppen Fiontina ved verdensmesterskabet for unge heste i 2015 og samme år vandt han Dansk Ride Forbunds dressurchampionat for 5-års på samme hest. I 2017 vandt han sammen med avlshingsten Ferrari OLD sølv ved verdensmesterskabet for unge heste i Ermelo.

## Operation X
Lars Andreas Helgstrand blev 22. november 2023 omtalt i TV 2-programmet Operation X, hvor det blev dokumenteret at hans virksomhed benytter sig af metoder svarende til dyremishandling. Omtalen i programmet fik Dyrenes Beskyttelse til efterfølgende at politianmelde Lars Andreas Helgstrand.